# Ойык (Жамбылская область)
Ойык (каз. Ойық) — село в Таласском районе Жамбылской области Казахстана. Административный центр Ойыкского сельского округа. Находится примерно в 78 км к северо-востоку от районного центра, города Каратау. Код КАТО — 316243100.

## История
Совхоз «Уюк»
В советское время в селе действовал совхоз «Уюк» (до 1957 года — колхоз имени Сталина, затем — имени Амангельды) Таласского района. В колхозе имени Сталина трудился Герой Социалистического Труда чабан Сейтжан Нурходжаев. В колхозе имени Амангельды трудились Герои Социалистического Труда председатель колхоза Жаманкара Аманбаев, труженики колхоза коневод Абзелбек Бижанов, овцеводы Муратбек Ташкентбаев и Ажимбек Туткышбаев.

## Население
В 1999 году население села составляло 2830 человек (1384 мужчины и 1446 женщин). По данным переписи 2009 года, в селе проживало 1765 человек (855 мужчин и 910 женщин).